# Те надделяха
„Те надделяха“ е български игрален филм (драма) от 1986 година на режисьора Киран Коларов, по сценарий на Веселин Андреев и Иван Дечев. Оператор е Виктор Чичов. Музиката във филма е композирана от Кирил Дончев.

## Актьорски състав
- Антоний Генов – Янко
- Георги Георгиев – Гец – Бай Драган
- Елефтери Елефтеров – Захари
- Илия Караиванов – Лазар
- Стоян Стоев – Бай Марин
- Богдан Глишев – Капитан Кочо Стоянов
- Михаил Мутафов – Пощенецът
- Любен Чаталов – Калоян
- Георги Стайков – Тошко
- Антон Радичев – Моне героя
- Никола Тодев – Бай Нешо
- Юлиан Станишев – Илийката
- Теодора Байнова – Марийка
- Златко Ангелов – Найден
- Кирил Кавадарков – Ицето
- Живко Гарванов
- Атанас Атанасов - Кочо
- Вълчо Камарашев
- Антония Малинова
- Илиян Балинов
- Бончо Урумов
- Тодор Генов